# Presúria do Porto
A Presúria do Porto ou Presúria de Portugal foi uma campanha militar levada a cabo em 868 pelo nobre Vímara Peres, de que resultou a tomada aos mouros da região do Porto e a fundação do Condado Portucalense.

## Contexto
Em 868 reinava sobre todo o noroeste peninsular, cristão, Afonso III das Astúrias. Este rei, que subira ao trono dois anos antes, era cabeça da monarquia fundada em 718 por Pelágio das Astúrias, no rescaldo da Batalha de Covadonga contra os mouros, primeira da Reconquista. 
No mesmo ano em que as terras de Portucale foram reconquistadas, havia-se revoltado contra o emir de Córdova, que governava o Andalus, o oficial Ibne Maruane, chefe da guarda real.
O Porto não era muito grande a este tempo. Circunscrevia-se a cidade ao ventoso e granítico Morro da Sé, que servia de miradouro sobre o Douro e castelo defensor da travessia do rio. O seu distrito, conhecido como "territorium portugalense" ou "portucalense" passou a dar o nome a toda a região entre o Rio Minho e Santa Maria da Feira.
De posse do território como primeiro conde de Portugal ficou Vímara Peres, a quem lhe foram concedidos generosos benefícios. O território começou a ser povoado por famílias da alta nobreza, pouco numerosa, aparentada entre si e com os reis de Leão, detentora de importantes cargos administrativos, curiais e de vastas terras. Viriam a extinguir-se mais tarde aquando da crise da monarquia leonesa e ascensão ao trono por Fernando Magno, primeiro da dinastia de Navarra.